# Парфений, Павел Александрович
Па́вел Алекса́ндрович Парфе́ний (рум. Pavel Parfeni; род. 30 мая 1986, Оргеев, МССР, СССР) — молдавский певец и композитор, выступающий под именем Па́ша Парфе́ний (рум. Pasha Parfeni), бывший солист группы «SunStroke Project». Представитель Молдовы на конкурсе песни Евровидение в 2012 году с песней Lăutar и в 2023 году с песней «Soarele și Luna». Мастер искусств Молдавии (2023).

## Биография
Родился 30 мая 1986 году в городе Оргеев в семье музыкантов: мама была педагогом по фортепиано, а отец — певцом и гитаристом.
В 7 лет он поступает в музыкальную школу в Оргееве по специальности «фортепиано», а в 2002 году подает документы в Тираспольский музыкальный колледж на секцию «фортепианный джаз».
В 2002 году стал солистом ВИА «Электромаш».
В 2006 году поступил в Государственную Академию Искусств на эстрадно-джазовое отделение.
С 2007 года — артист Молодёжного театра эстрадной песни Культурного центра «Элат».
Участвовал во многих творческих конкурсах и фестивалях.
С 2008 по 2009 год солист группы SunStroke Project.

## Участие в конкурсах
- Гран-При конкурса Голоса Приднестровья (2003 год),
- Гран-При конкурса «Doua inimi gemene» и «Faces of friends»,
- Гран-при на международном фестивале поп-музыки «George Grigoriu» в Брэиле (Румыния) (2009 год),
- первое место на фестивале «Звезда Элата»,
- лауреат I Премии фестивалей «Дуэт года» и «Серебряная Янтра»(2007 год),
- удостоен II Премии фестиваля «Восточный базар» (Украина),
- первое место на международном фестивале эстрадной музыки «Песни мира»(2008),
- обладатель I премии Международного конкурса песни «Славянский базар» в Витебске[7],
- победитель конкурса Mamaia-2009 в Румынии,
- Победитель Международного конкурса «Золотой талант — 2011»[8].

### Участие в конкурсе песни Евровидение

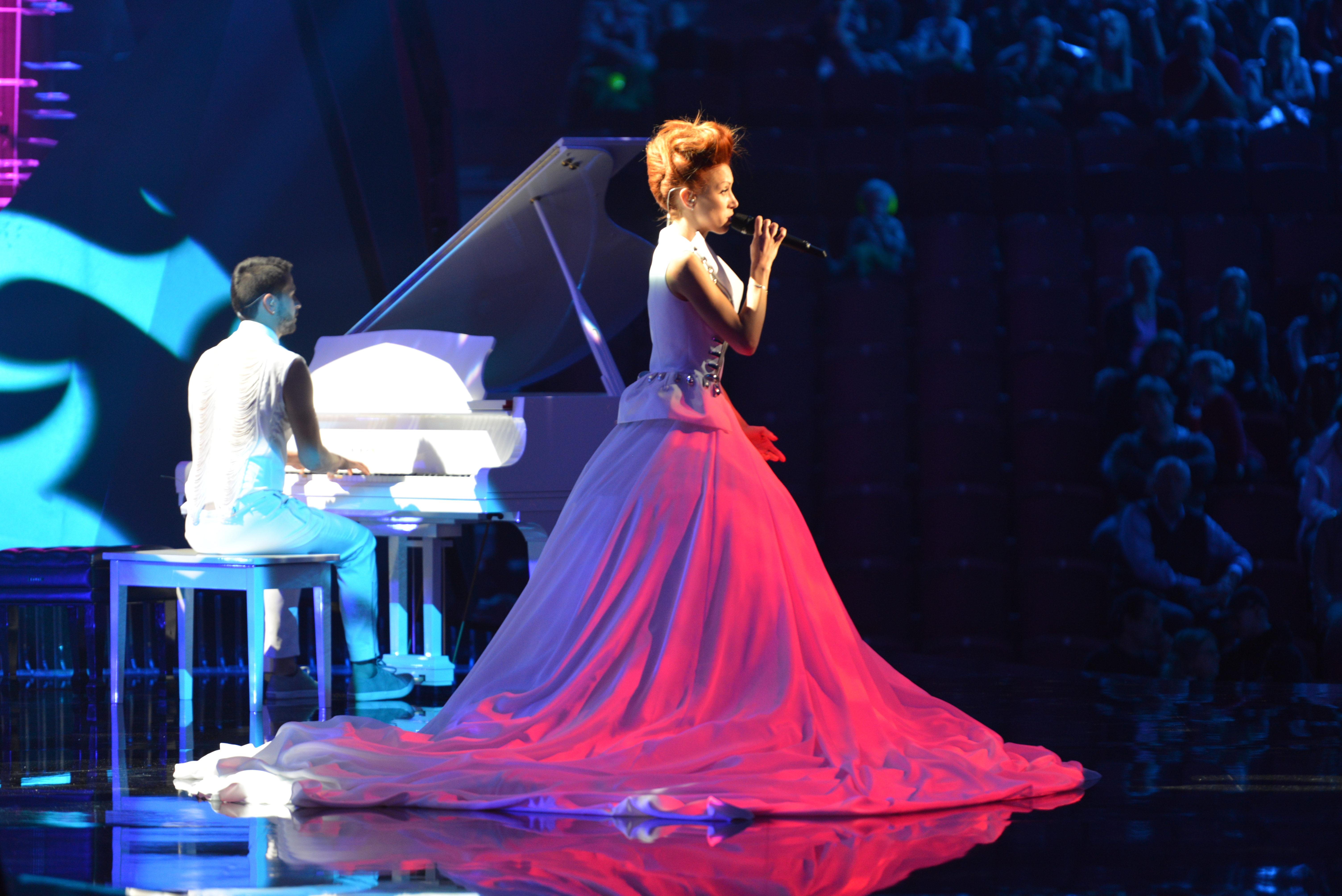
Павел Парфений (за роялем) и Алёна Мун на Евровидение-2013

Является неоднократным участником национальных отборов на «Евровидение» от Молдовы. В 2009 и 2010 году он пробовал свои силы с песнями «No Crime» и «You should like to show» соответственно, а в 2011 году подал заявку на участие с песней «Dorule», но занял 3 место.
В 2012 году Павел взял победу в национальном отборе с песней «Lăutar».
22 мая 2012 года на первом полуфинале Евровидения в Баку вышел в финал конкурса вместе с Румынией, Ирландией, Россией, Грецией, Данией, Кипром, Исландией, Албанией и Венгрией. В финале конкурса занял 11 место.
16 марта 2013 года был определён представитель «Евровидения-2013», который представит Молдову на престижном песенном конкурсе в Швеции. Победителями стали Алёна Мун с песней «O mie» и Паша Парфений, который играл на рояле и является автором песни.
14 мая 2013 года в первом полуфинале Евровидения в Мальмё Павел аккомпанировал на рояле Алёне Мун, исполнявшей песню «O mie», и вместе с ней вышел в финал конкурса. По итогам голосования жюри и телезрителей в финале конкурса, прошедшем 18 мая 2013 года, Алёна Мун заняла 11 место, как и Паша Парфений в прошлом году.
В 2023 году выиграл национальный отборочный тур с песней «Soarele și luna» и во второй раз поехал представлять Молдову на Евровидении. В 1 полуфинале 9 мая вышел в финал, где 13 мая занял 18 место с 96 баллами.

## Дискография

### Клипы
- SUNSTROKE PROJECT — No Crime (live Eurovision Song Contest 2009) Архивная копия от 9 апреля 2016 на Wayback Machine
- Pasha Parfeni — Dorule Архивная копия от 16 сентября 2012 на Wayback Machine
- Pasha Parfeny — Lăutar (official video, Moldova at Eurovision 2012) Архивная копия от 18 июля 2020 на Wayback Machine
- Jucătoru' cu Pasha Parfeny — Hola (Official video) Архивная копия от 29 сентября 2016 на Wayback Machine
- Fetele
- Vecinii
- Nu Aiuru

## Фильмография
- «Охотник» (2014 год) — охотник-убийца[14][15]